# Кубок Німеччини з футболу 1935
Кубок Німеччини з футболу 1935 — 1-й розіграш кубкового футбольного турніру в Німеччині.
Участь брали 4100 команд, які змагались у 4 стадії. Найкращі 63 команди вийшли до фінального етапу з 6 раундів. Першим переможцем кубка Німеччини став Нюрнберг.

## Перший раунд
| Команда 1                     | Рахунок | Команда 2                         |
| ----------------------------- | ------- | --------------------------------- |
| 18 серпня 1935                |         |                                   |
| Айнтрахт (Бад-Кройцнах)       | 0:1     | Вальдгоф                          |
| Мазовія (Елк)                 | 7:3     | Тіслітер (Тільзіт)                |
| Штеттінер                     | 0:1     | Мінерва-93 (Берлін)               |
| Форвортс-Разеншпорт (Глайвіц) | 9:1     | Бреслауер-06                      |
| Форвортс (Бреслау)            | 3:1     | Харта                             |
| Дрезден-01                    | 6:1     | Клеттендорф-33                    |
| Готтінген-07                  | 1:5     | Шальке 04                         |
| Реклінгхаузер Уніон           | 0:5     | Бенрат-06 (Дюссельдорф)           |
| Спортрінг (Гефельсберг)       | 2:5     | Кельн-04                          |
| Гамборн-07 (Дуйсбург)         | 1:2     | Гертен-12                         |
| Фортуна (Дюссельдорф)         | 5:0     | Кельнер-1899                      |
| Кельнер                       | 3:4 дч  | Ганновер 96                       |
| Ханау-93                      | 5:1     | Айнтрахт (Віндеккен)              |
| Кассель-Ротгендітмонд-06      | 2:1     | Фенікс-03 (Людвігсгафен-на-Рейні) |
| Лейпцигер ШК Посейдон         | 1:2     | Нюрнберг                          |
| Біттерфельд                   | 1:2 дч  | Герта                             |
| Мерзебург-99                  | 2:4     | Хемніц                            |
| Гольштайн (Кіль)              | 7:1     | Нордінг (Штеттін)                 |
| Вікторія (Гамбург)            | 1:2     | Бероліна-01                       |
| Аймсбюттелер (Гамбург)        | 7:0     | Гамбург-Аймсбюттелер              |
| Айнтрахт (Брауншвейг)         | 6:3     | Рейсбах (Берлін)                  |
| Вердер-1899                   | 4:5     | Гамбург                           |
| Германія-09 (Фульда)          | 1:5     | Фюрт                              |
| Ворматія (Вормс)              | 3:0     | Егельсбах-1903                    |
| Мангайм                       | 5:3     | Гомбург                           |
| Бреттен-1908                  | 1:3     | Фрайбургер                        |
| Карлсруе ФФ                   | 0:1     | Феєрбах-1898 (Штутгарт)           |
| Штутгарт-1893                 | 3:4 дч  | Аугсбург                          |
| Швайнфурт-1905                | 4:0     | Штайнах-08                        |
| Ульмер-1894                   | 5:4 дч  | Баварія (Мюнхен)                  |
| Эльстерберг                   | 4:4 дч  | СВ Єна                            |
| 8 вересня 1935 (перегравання) |         |                                   |
| СВ Єна                        | 4:2     | Эльстерберг                       |

Команда Кенігсберг вийшла до другого раунду автоматично, згідно з жеребкуванням.

## 1/16 фіналу
| Команда 1               | Рахунок | Команда 2                     |
| ----------------------- | ------- | ----------------------------- |
| 22 вересня 1935         |         |                               |
| Кенігсберг              | 0:1     | Мазовія (Елк)                 |
| Бероліна-01             | 3:2     | Форвортс-Разеншпорт (Глайвіц) |
| Форвортс (Бреслау)      | 2:4     | Мінерва-93 (Берлін)           |
| Дрезден-01              | 1:0     | Герта                         |
| Хемніц                  | 4:2     | Швайнфурт-1905                |
| Гамбург                 | 1:4     | Фортуна (Дюссельдорф)         |
| Айнтрахт (Брауншвейг)   | 7:0     | СВ Єна                        |
| Ганновер 96             | 4:3     | Гольштайн (Кіль)              |
| Шальке 04               | 8:0     | Кассель-Ротгендітмонд-06      |
| Гертен-12               | 1:4     | Ханау-93                      |
| Бенрат-06 (Дюссельдорф) | 5:3     | Аймсбюттелер (Гамбург)        |
| Кельн-04                | 0:2     | Фюрт                          |
| Вальдгоф                | 5:1     | Ворматія (Вормс)              |
| Фрайбургер              | 3:0     | Феєрбах-1898 (Штутгарт)       |
| Аугсбург                | 2:3     | Мангайм                       |
| Нюрнберг                | 8:0     | Ульмер-1894                   |

## 1/8 фіналу
| Команда 1             | Рахунок | Команда 2               |
| --------------------- | ------- | ----------------------- |
| 27 жовтня 1935        |         |                         |
| Мінерва-93 (Берлін)   | 4:2     | Айнтрахт (Брауншвейг)   |
| Дрезден-01            | 2:1     | Мазовія (Елк)           |
| Хемніц                | 1:3     | Нюрнберг                |
| Ганновер 96           | 2:6     | Шальке 04               |
| Фортуна (Дюссельдорф) | 0:3     | Вальдгоф                |
| Ханау-93              | 5:1     | Бероліна-01             |
| Фюрт                  | 2:3     | Фрайбургер              |
| Мангайм               | 2:3     | Бенрат-06 (Дюссельдорф) |

## Чвертьфінали
| Команда 1               | Рахунок | Команда 2           |
| ----------------------- | ------- | ------------------- |
| 10 листопада 1935       |         |                     |
| Бенрат-06 (Дюссельдорф) | 1:4     | Шальке 04           |
| Вальдгоф                | 1:0     | Дрезден-01          |
| Фрайбургер              | 2:1     | Ханау-93            |
| Нюрнберг                | 4:1     | Мінерва-93 (Берлін) |

## Півфінали
| Команда 1         | Рахунок | Команда 2  |
| ----------------- | ------- | ---------- |
| 24 листопада 1935 |         |            |
| Шальке 04         | 6:2     | Фрайбургер |
| Вальдгоф          | 0:1     | Нюрнберг   |

## Фінал
| 8 грудня 1935 |

| Нюрнберг                 | 2:0      | Шальке 04 |
| ------------------------ | -------- | --------- |
| Айбергер 46' Фрідель 84' | Протокол |           |

| Рейнштадіон, Дюссельдорф Глядачів: 60 000 Арбітр: Альфред Бірлем |